# Карвалью, Жуакин
Жуакин да Силва Карвалью (порт. Joaquim da Silva Carvalho; 18 апреля 1937, Баррейру, Португалия — 5 апреля 2022) — португальский футболист, вратарь. Бронзовый призёр чемпионата мира 1966 года.

## Клубная карьера
Футболом начал заниматься в местном «Лусу Баррейру». Своей игрой привлёк внимание руководства лиссабонского «Спортинга», в который перешёл в 1958 году. С 1961 года стал основным вратарём клуба. В составе «львов» стал трёхкратным чемпионом Португалии, трёхкратным вице-чемпионом, обладателем Кубка Португалии и обладателем единственного в истории клуба европейского трофея — Кубка обладателей кубков. Всего за клуб сыграл 251 матч. Последние годы карьеры провёл в столичном «Атлетико». После завершения карьеры возвращался в «Спортинг» в качестве тренера вратарей.

## Карьера в сборной
За национальную сборную дебютировал 31 октября 1965 года в матче со сборной Чехословакии, отстояв матч на ноль. На чемпионате мира 1966 года отыграл матч со сборной Венгрии, пропустив один мяч, но проиграл конкуренцию в воротах Жозе Перейре. Вместе со сборной занял третье место, лучший результат для страны на чемпионатах мира.

## Личная жизнь
13 декабря 1966 года был награждён Золотой медалью Ордена Инфанта дона Энрике. Умер 5 апреля 2022 года, не дожив до своего 85-летия тринадцать дней.

## Достижения

### Клубные

#### «Спортинг»
- Чемпион Португалии (3): 1961/62, 1965/66, 1969/70
- Обладатель Кубка Португалии: 1962/63
- Обладатель Кубка обладателей кубков УЕФА: 1963/64
- Вице-чемпион Португалии (3): 1959/60, 1960/61, 1967/68
- Финалист Кубка Португалии: 1959/60, 1969/70

### В сборной
- Бронзовый призёр чемпионата мира: 1966